# Breuer (herb szlachecki)
Breuer – polski herb szlachecki z nobilitacji galicyjskiej.

## Opis herbu
Tarcza dzielona w krzyż, obarczona skosem błękitnym, na którym trzy gwiazdy złote;

Pola I i IV złote;

W polu II, czarnym, lew wspięty, złoty, trzymający klejnot srebrny, nad którym gwiazda złota;

W polu III, czarnym, kotwica srebrna, na której korona złota.
Herb posiada dwa klejnoty.

Klejnot I: dwa skrzydła orle w lot, prawe złote ze skosem jak na tarczy, lewe błękitne;

Klejnot II: trzy pióra strusie, między złotymi czarne.

Labry: na obu hełmach czarne, podbite złotem.
Pod tarczą, na wstędze dewiza INTEGRITATE.

## Najwcześniejsze wzmianki
Nadany Józefowi Breuerowi, kawalerowi Orderu Żelaznej Korony III klasy, właścicielowi dóbr, bankierowi we Lwowie, gdzie przybył w 1826 ze Śląska, z drugim stopniem szlachectwa (Ritter von) i predykatem Bertemilian. Nobilitacja datowana na 27 października 1873, dyplom wystawiony 9 sierpnia 1874. Breuer był założycielem przedsiębiorstwa transportowego, patriotą polskim niemieckiego pochodzenia, od 1853 prezydent Izby Przemysłowo-Handlowej, a od 1861 zasiadał w Sejmie Krajowym i Izbie Posłów Rady Państwa z Izby Przemysłowej. Przydomek utworzono od imion trojga dzieci nobilitowanego - Berty, Emila i Jana.

## Herbowni
Ponieważ herb Breuer był herbem własnym, z nobilitacji osobistej, prawo do posługiwania się nim przysługuje tylko jednemu rodowi herbownemu:
Breuer von Bertemilian